# De Leon
De Leon è una città della contea di Comanche, nello Stato del Texas, negli Stati Uniti. Secondo il censimento del 2020, possedeva una popolazione di 2 258 abitanti.

## Geografia fisica
Secondo l'Ufficio del censimento degli Stati Uniti, ha una superficie totale di 2,24 mi² (5,80 km²).

## Storia
Il 7 luglio 1881, i primi lotti della città di De Leon furono venduti dai funzionari della Texas Central Railroad. La vendita, condotta su un carro merci, vide la presenza di circa 100 persone. Nell'agosto dello stesso anno venne presentato il progetto per la città, che comprendeva trentatré blocchi e la presenza di alberi e cespugli. Un ufficio postale è stato istituito nel 1881 con il nome di De Leon. Il nome deriva probabilmente dal fiume Leon, così chiamato dagli esploratori spagnoli nel 1721 in onore di Alonso De León, fondatore di alcuni insediamenti nel Texas orientale.

## Società

### Evoluzione demografica
Secondo il censimento del 2020, la popolazione era di 2 258 abitanti. Al precedente censimento, quello del 2010, la popolazione era di 2 246 abitanti.

### Etnie e minoranze straniere
Secondo il censimento del 2020, la composizione etnica della città era formata dal 62,31% di bianchi, lo 0,62% di afroamericani, lo 0,31% di nativi americani, lo 0,04% di asiatici, lo 0,04% di oceaniani, lo 0,35% di altre etnie e il 3,37% di due o più etnie. Ispanici o latinos di qualunque etnia erano il 32,95% della popolazione.